# Erebia astigmatica
Erebia astigmatica är en fjärilsart som beskrevs av Schultz 1908. Erebia astigmatica ingår i släktet Erebia och familjen praktfjärilar. Inga underarter finns listade i Catalogue of Life.